# اووالاپولواتا
اووالاپولواتا (به لاتین: Owalapolwatta) یک منطقهٔ مسکونی در سری‌لانکا است که در استان مرکزی (سری‌لانکا) واقع شده‌است.